# Пассоре
Пассоре (фр. Passoré) — одна з 45 провінцій Буркіна-Фасо. Входить до складу Північної області. Адміністративний центр провінції — місто Яко. Площа провінції становить 3 867 км².

## Населення
За даними на 2013 рік чисельність населення провінції становила 322 873 людини.

## Адміністративний поділ
В адміністративному відношенні поділяється на 9 департаментів:

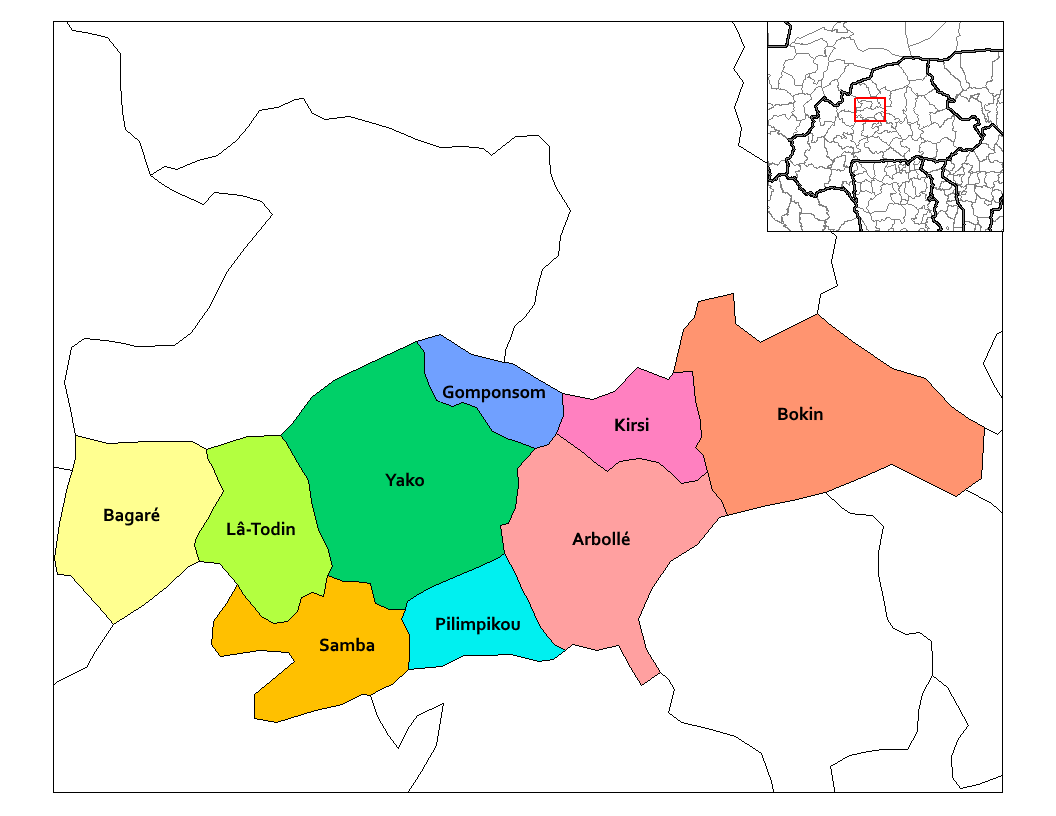
Департаменти провінції Пассоре